# Canencia
Canencia är en kommun i Spanien.  Den ligger i den autonoma regionen Madrid, i den centrala delen av landet, 50 km norr om huvudstaden Madrid. Antalet invånare är 469 (2024).